# TFF3
TFF3 (англ. Trefoil factor 3) – білок, який кодується однойменним геном, розташованим у людей на короткому плечі 21-ї хромосоми. Довжина поліпептидного ланцюга білка становить 80 амінокислот, а молекулярна маса — 8 641.
| 10         |  | 20         |  | 30         |  | 40         |  | 50         |
| ---------- |  | ---------- |  | ---------- |  | ---------- |  | ---------- |
| MAARALCMLG |  | LVLALLSSSS |  | AEEYVGLSAN |  | QCAVPAKDRV |  | DCGYPHVTPK |
| ECNNRGCCFD |  | SRIPGVPWCF |  | KPLQEAECTF |  |            |  |            |

A: Аланін

C: Цистеїн

D: Аспарагінова кислота

E: Глутамінова кислота

F: Фенілаланін

G: Гліцин

H: Гістидин

I: Ізолейцин

K: Лізин

L: Лейцин

M: Метіонін

N: Аспарагін

P: Пролін

Q: Глутамін

R: Аргінін

S: Серин

T: Треонін

V: Валін

W: Триптофан

Локалізований у цитоплазмі, позаклітинному матриксі.
Також секретований назовні.